# Witoldowo (powiat radziejowski)
Witoldowo – wieś w Polsce położona w województwie kujawsko-pomorskim, w powiecie radziejowskim, w gminie Osięciny.
W latach 1975–1998 miejscowość należała administracyjnie do województwa włocławskiego.